# Nomioides rotundiceps
Nomioides rotundiceps là một loài Hymenoptera trong họ Halictidae. Loài này được Handlirsch mô tả khoa học năm 1888.